# يوكي ناكاجيما
يوكي ناكاجيما (باليابانية: 中島 裕希) (16 يونيو 1984 في توياما في اليابان – )؛ هو لاعب كرة قدم ياباني سابق كان يلعب كمهاجم.

## وصلات خارجية
- يوكي ناكاجيما على موقع رابطة كرة القدم اليابانية للمحترفين (اليابانية)
- يوكي ناكاجيما على موقع قاعدة بيانات كرة القدم.إي يو (الإنجليزية)
- يوكي ناكاجيما على موقع Soccerway.com (الإنجليزية)
- يوكي ناكاجيما على موقع عالم كرة القدم.نت (الإنجليزية)
- يوكي ناكاجيما على موقع كووورة